# Hoàng Văn Đồng
Hoàng Văn Đồng là một sĩ quan cấp cao trong Quân đội nhân dân Việt Nam, hàm Trung tướng, nguyên là Chính ủy Bộ Tư lệnh Cảnh sát biển Việt Nam.

## Sự nghiệp
Năm 2009 được bổ nhiệm giữ chức Chính ủy Học viện Biên phòng.
Năm 2014 được bổ nhiệm giữ chức Phó Chính ủy Bộ Tư lệnh Cảnh sát biển Việt Nam.
Tháng 6 năm 2015 được bổ nhiệm giữ chức Chính ủy Bộ Tư lệnh Cảnh sát biển Việt Nam.
Ông nghỉ hưu từ 1/6/2020.
Thiếu tướng (2009), Trung tướng (6.2015).

## Kỷ luật
Trong Kỳ họp từ 28 tới 30/9/2021 UBKT Trung ương  xem xét kỷ luật nhiều tướng tá Cảnh sát biển Việt Nam. Ông Đồng bị  UBKT Trung ương đề nghị Ban Bí thư xem xét, thi hành kỷ luật  vì những sai phạm "gây hậu quả rất nghiêm trọng".,
Ngày 01/10/2021, Ban Bí thư thi hành kỷ luật Cách hết tất cả chức vu trong Đảng đối với Trung tướng Hoàng Văn Đồng

#### Vụ án tham ô 50 tỷ đồng tại Bộ tư lệnh cảnh sát biển
Ngày 18/4/2022, trung tướng Hoàng Văn Đồng là 1 trong 5 tướng và hai sĩ quan cấp tá bị khởi tố, bắt tạm giam về tội tham ô tài sản.
Ngày 29/6/2023, trong vụ án tham ô 50 tỷ đồng tại Bộ tư lệnh cảnh sát biển,  ông Hoàng Văn Đồng, cựu trung tướng, cựu chính ủy bị phạt 15 năm 6 tháng vì nhận 10 tỷ trong ngân sách chi quản lý hành chính năm 2019. 